# Artaxias II de Armenia
Artaxias II También conocido como Artaxes II o Artashes, en armenio: Արտաշես Երկրորդ fue Rey de Armenia de 34 a. C. a 20 a. C. Como hijo mayor de Artavasdes II, sucedió en el trono a su padre cuando este fue tomado prisionero por Marco Antonio y ejecutado por órdenes de Cleopatra VII. Tras combatir a los romanos fue forzado a huir a Partia. No obstante, volvió a Armenia con el apoyo de los partos, y allí combatió con éxito a Artavasdes de Media, monarca enemigo de su padre. Ejecutó a todos los romanos que se encontraban dentro de sus fronteras y probablemente fue debido a las repercusiones que tuvo esta acción que, cuando Artaxias envió emisarios a Roma a fin de negociar la liberación de sus parientes cautivos, el emperador César Augusto les rechazó.
En el año 20 a. C. los armenios enviaron una embajada a Augusto alegando que no querían que Artaxias se mantuviera en el trono durante más tiempo y solicitando que Tigranes, un hermano de Artaxias rehén de los romanos, lo sustituyera. Augusto envió un gran ejército liderado por Tiberio a Armenia con el fin de deponer a Artaxias, No obstante, antes de que este ejército llegara, el monarca armenio fue asesinado por sus parientes. A su muerte, Artaxias fue sucedido por su hermano Tigranes.
| Predecesor: Artavasdes II | Rey Armenia (de la Dinastía artáxida) 34 a. C. - 20 a. C. | Sucesor: Tigranes III |